# Zagorje ob Savi
Zagorje ob Savi (IPA: [zaˈgoːrjɛ ɔpˈsaːvi]ⓘ) (németül Seger an der Sau, IPA: [ˈzeːgɐ andɛɐˈzaʊ]) város és Zagorje ob Savi község központja Szlovénia Zasavska statisztikai régiójában. A Medija patak völgyében helyezkedik el Ljubljanától 52 km-re keletre, Cillitől (Celje) 36 km-re délnyugatra, valamint Trbovljetől 6 km-re nyugatra. Történelmileg Krajna (Kranj) tartományhoz tartozott. A város lakosságának száma 7000 körül áll, mig a községben 17 000 ember él.

## Története
Az archeológiai leletek szerint a terület a késői bronzkor és a vaskor ideje alatt lett benépesítve. Zagorjet először mint Sagor említik 1296-ban az Aquileiai patriarkátus iratai. A későbbi írott formákban még Zaegor, Sager, Seger és Cagoer nevek alatt is szerepel. 1755-ben szénlerakatot fedeztek fel a környéken és a város elkezdett gazdaságilag fejlődni. A szénbányászat volt a község legfontosabb gazdasági ágazata egészen 1995-ig, amikor az utolsó bányát lezárták.

## Nevezetességek
A város temploma Szent Péter és Pál apostoloknak van szentelve és a Ljubljanai főegyházmegye alá tartozik. Neoromán stílusban lett építve 1873-ban.